# Павел Мруз
Павел Мруз (пол. Paweł Mróz, 14 червня 1984, Єленя-Ґура) — польський бобслеїст, розганяючий, виступає за збірну Польщі з 2008 року. Брав участь у зимових Олімпійських іграх у Ванкувері і в Сочі. Неодноразовий переможець і призер різних етапів Кубка Європи.